# Utilizzatori del Boeing 757

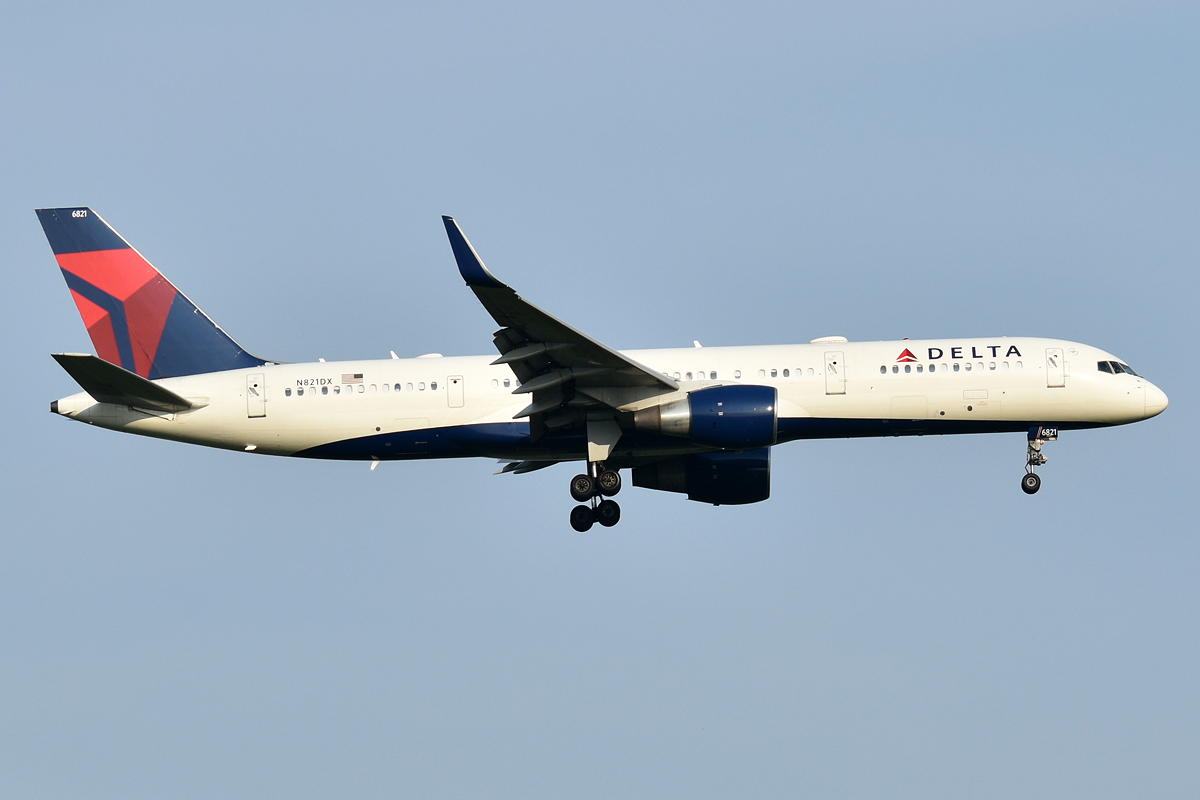
Un Boeing 757 di Delta Air Lines, l'utilizzatore principale di questo tipo di aereo.

Il Boeing 757 è un aereo di linea bimotore a medio raggio a fusoliera stretta progettato e costruito dalla statunitense Boeing Commercial Airplanes. Il 757 è il più grande aereo passeggeri a corridoio singolo realizzato da Boeing ed è stato in produzione dal 1982 al 2004. L'equipaggio di condotta è costituito da due piloti. L'aereo è dotato di un glass cockpit, due motori turboventola di potenza sufficiente per consentire decolli da piste relativamente corte e altitudini elevate, un impennaggio di coda convenzionale e, per garantire minore resistenza aerodinamica, un profilo alare supercritico. Destinato a sostituire il più piccolo trimotore Boeing 727 su rotte a breve e medio raggio, il 757 può trasportare da 200 a 295 passeggeri su una distanza massima da 5 830 km a 7 590 km, a seconda della versione. Il velivolo è stato progettato in concomitanza con il bireattore a fusoliera larga Boeing 767, con cui condivide molte caratteristiche progettuali, tanto da permettere ai piloti di operare su entrambi con lo stesso type rating.
Il 757 è stato progettato con due diverse lunghezze della fusoliera. L'originale 757-200, entrato in servizio nel 1983; il 757-200PF, una variante cargo e il 757-200M, un modello combinato passeggeri-cargo, hanno debuttato alla fine degli anni 1980. La versione allungata 757-300, il bireattore a fusoliera stretta più lungo mai prodotto, ha iniziato il servizio nel 1999. È stata prodotta anche una variante militare da trasporto, con designazione C-32. Alcuni operatori privati e di governo hanno personalizzato il 757 per svariati ruoli, come per la ricerca e per il trasporto. Tutti i 757 sono spinti da motori Rolls-Royce RB211 o Pratt & Whitney PW2000.
La produzione del 757 si è conclusa nel mese di ottobre 2004, dopo aver realizzato 1 049 esemplari per 54 clienti diversi. Il 757-200 è stato il modello di gran lunga più venduto, con 913 esemplari costruiti. La diminuzione delle vendite dovuta ad una tendenza dell'industria del trasporto aereo verso jet più piccoli, ha portato la Boeing a terminare la produzione senza prevedere una sostituzione diretta, in favore della famiglia 737. L'ultimo 757 prodotto è stato consegnato a Shanghai Airlines nel novembre del 2005. A ottobre 2018 si contano 709 esemplari in servizio e Delta Air Lines è, a questa data, il maggior operatore, avendone in flotta 127.

## Ordini e consegne
Legenda tabella:
- O/C: Ordini e consegne.
- OP: Esemplari operativi.

Note:
- dati aggiornati a gennaio 2024[1][2][3];
- il numero degli esemplari operativi è da considerarsi una stima più o meno accurata;
- alcuni utilizzatori hanno più aerei operativi che ordinati. Ciò è dovuto al fatto che le compagnie hanno comprato velivoli di seconda mano o hanno effettuato leasing, e questi non risultano come ufficiali nel conteggio degli ordini;
- il Boeing 757 non è più in produzione, tutti gli esemplari ordinati sono stati consegnati.

| Compagnia                            | Compagnia                           | 757-200 | 757-200 | 757-200PF | 757-200PF | 757-300 | 757-300 | TOTALE | TOTALE |
| Stato                                | Nome                                | O/C     | OP      | O/C       | OP        | O/C     | OP      | O/C    | OP     |
| ------------------------------------ | ----------------------------------- | ------- | ------- | --------- | --------- | ------- | ------- | ------ | ------ |
|                                      | Aerei governativi/privati/altro     |         | 2       |           |           |         |         |        | 2      |
| Regno Unito (bandiera)               | 2Excel Aviation                     |         | 1       |           |           |         |         |        | 1      |
| Italia (bandiera)                    | Air Europe                          | 15      |         |           |           |         |         | 15     |        |
| Paesi Bassi (bandiera)               | Air Holland Leasing                 | 3       |         |           |           |         |         | 3      |        |
| Stati Uniti (bandiera)               | Air Transport International         |         | 4       |           |           |         |         |        | 4      |
| Nuova Zelanda (bandiera)             | Airwork                             |         | 2       |           |           |         |         |        | 2      |
| Stati Uniti (bandiera)               | America West Airlines               | 4       |         |           |           |         |         | 4      |        |
| Stati Uniti (bandiera)               | American Airlines                   | 126     |         |           |           |         |         | 126    |        |
| Stati Uniti (bandiera)               | Amerijet International              |         | 6       |           |           |         |         |        | 6      |
| Israele (bandiera)                   | Arkia Israeli Airlines              |         |         |           |           | 2       |         | 2      |        |
| Stati Uniti (bandiera)               | Asia Pacific Airlines               |         | 4       |           | 1         |         |         |        | 5      |
| Stati Uniti (bandiera)               | ATA Airlines                        | 13      |         |           |           | 12      |         | 25     |        |
| Russia (bandiera)                    | Aviastar-TU Airlines                |         | 5       |           |           |         |         |        | 5      |
| Azerbaigian (bandiera)               | AZAL Azerbaijan Airlines            | 2       | 1       |           |           |         |         | 2      | 1      |
| Russia (bandiera)                    | Azur Air                            |         | 9       |           |           |         |         |        | 9      |
| India (bandiera)                     | Blue Dart Aviation                  |         | 6       |           |           |         |         |        | 6      |
| Stati Uniti (bandiera)               | Boeing                              |         | 1       |           |           |         |         |        | 1      |
| Regno Unito (bandiera)               | British Airways                     | 50      |         |           |           |         |         | 50     |        |
| Canada (bandiera)                    | Cargojet                            |         | 18      |           |           |         |         |        | 18     |
| Cina (bandiera)                      | China Air Cargo                     |         | 2       |           |           |         |         |        | 2      |
| Cina (bandiera)                      | China Southern Airlines             | 19      |         |           |           |         |         | 19     |        |
| Cina (bandiera)                      | China Southwest Airlines            | 12      |         |           |           |         |         | 12     |        |
| Cina (bandiera)                      | China Postal Airlines               |         | 6       |           |           |         |         |        | 6      |
| Cina (bandiera)                      | China Xinjiang Airlines             | 6       |         |           |           |         |         | 6      |        |
| Stati Uniti (bandiera)               | COMCO                               |         | 2       |           |           |         |         |        | 2      |
| Germania (bandiera)                  | Condor                              | 17      |         |           |           | 13      | 9       | 30     | 9      |
| Spagna (bandiera)                    | Cygnus Air                          |         | 5       |           |           |         |         |        | 5      |
| Stati Uniti (bandiera)               | Delta Air Lines                     | 116     | 110     |           |           |         | 16      | 116    | 126    |
| Panama (bandiera)                    | DHL Aero Expreso                    |         | 1       |           |           |         |         |        | 1      |
| Regno Unito (bandiera)               | DHL Air UK                          |         | 5       |           |           |         |         |        | 5      |
| Austria (bandiera)                   | DHL Air Austria                     |         | 17      |           | 1         |         |         |        | 18     |
| Stati Uniti (bandiera)               | DJT Operations                      |         | 1       |           |           |         |         |        | 1      |
| Emirati Arabi Uniti (bandiera)       | Dubai Aerospace Enterprise          | 21      |         | 4         |           |         |         | 25     |        |
| Stati Uniti (bandiera)               | Eastern Air Lines                   | 25      |         |           |           |         |         | 25     |        |
| Germania (bandiera)                  | EAT Leipzig                         |         | 9       |           |           |         |         |        | 9      |
| Russia (bandiera)                    | E-Cargo                             |         | 1       |           |           |         |         |        | 1      |
| Israele (bandiera)                   | El Al                               | 7       |         |           |           |         |         | 7      |        |
| Etiopia (bandiera)                   | Ethiopian Airlines                  | 4       |         | 1         |           |         |         | 5      |        |
| Fær Øer (bandiera)                   | FarCargo                            |         | 1       |           |           |         |         |        | 1      |
| Taiwan (bandiera)                    | Far Eastern Air Transport           | 7       |         |           |           |         |         | 7      |        |
| Stati Uniti (bandiera)               | FedEx Express                       |         | 107     |           |           |         |         |        | 107    |
| Stati Uniti (bandiera)               | GATX Financial Corporation          | 3       |         |           |           |         |         | 3      |        |
| Stati Uniti (bandiera)               | GECAS                               | 4       |         |           |           |         |         | 4      |        |
| Georgia (bandiera)                   | Geosky                              |         | 1       |           |           |         |         |        | 1      |
| Messico (bandiera)                   | Governo del Messico                 | 1       |         |           |           |         |         | 1      |        |
| Irlanda (bandiera)                   | GPA Group                           | 12      |         |           |           |         |         | 12     |        |
| Stati Uniti (bandiera)               | Honeywell International             |         | 1       |           |           |         |         |        | 1      |
| Spagna (bandiera)                    | Iberia                              | 24      |         |           |           |         |         | 24     |        |
| Islanda (bandiera)                   | Icelandair                          | 7       | 13      |           | 1         | 1       | 2       | 8      | 16     |
| Stati Uniti (bandiera)               | ILFC                                | 82      |         |           |           |         |         | 82     |        |
| Regno Unito (bandiera)               | Jet2                                |         | 6       |           |           |         |         |        | 6      |
| Malta (bandiera)                     | JetMagic                            |         | 1       |           |           |         |         |        | 1      |
| Kazakistan (bandiera)                | Kazakhstan - Air Force              |         | 1       |           |           |         |         |        | 1      |
| Stati Uniti (bandiera)               | KE Aircraft Leasing                 | 2       |         |           |           |         |         | 2      |        |
| Stati Uniti (bandiera)               | L3Harris Technologies               |         | 2       |           |           |         |         |        | 2      |
| Spagna (bandiera)                    | L.T.E. International Airways        | 1       |         |           |           |         |         | 1      |        |
| Germania (bandiera)                  | LTU                                 | 12      |         |           |           |         |         | 12     |        |
| Mongolia (bandiera)                  | MIAT Mongolian Airlines             |         | 1       |           |           |         |         |        | 1      |
| Arabia Saudita (bandiera)            | Mid East Jet                        | 1       |         |           |           |         |         | 1      |        |
| Regno Unito (bandiera)               | Monarch Airlines                    | 7       |         |           |           |         |         | 7      |        |
| Canada (bandiera)                    | Morningstar Air Express             |         | 9       |           |           |         |         |        | 9      |
| Regno Unito (bandiera)               | MyTravel Airways                    | 1       |         |           |           |         |         | 1      |        |
| Stati Uniti (bandiera)               | National Airlines                   |         | 1       |           |           |         |         |        | 1      |
| Nepal (bandiera)                     | Nepal Airlines Corporation          | 2       |         |           |           |         |         | 2      |        |
| Stati Uniti (bandiera)               | New Pacific Airlines                |         | 4       |           |           |         |         |        | 4      |
| Stati Uniti (bandiera)               | Northwest Airlines                  | 56      |         |           |           | 16      |         | 72     |        |
| Cina (bandiera)                      | North-Western Cargo                 |         | 3       |           |           |         |         |        | 3      |
| Argentina (bandiera)                 | Presidencia de la Nación Argentina  |         | 1       |           |           |         |         |        | 1      |
| Stati Uniti (bandiera)               | Republic Airlines                   | 6       |         |           |           |         |         | 6      |        |
| Regno Unito (bandiera)               | Rolls-Royce A/C Management          | 4       |         |           |           |         |         | 4      |        |
| Marocco (bandiera)                   | Royal Air Maroc                     | 2       |         |           |           |         |         | 2      |        |
| Brunei (bandiera)                    | Royal Brunei Airlines               | 3       |         |           |           |         |         | 3      |        |
| Nuova Zelanda (bandiera)             | Royal New Zealand Air Force         |         | 2       |           |           |         |         |        | 2      |
| Stati Uniti (bandiera)               | Samaritan's Purse                   |         | 1       |           |           |         |         |        | 1      |
| Arabia Saudita (bandiera)            | Saudi Arabian Government            |         | 1       |           |           |         |         |        | 1      |
| Cina (bandiera)                      | Shanghai Airlines                   | 13      |         |           |           |         |         | 13     |        |
| Cina (bandiera)                      | SF Airlines                         |         | 43      |           |           |         |         |        | 43     |
| Singapore (bandiera)                 | Singapore Airlines                  | 4       |         |           |           |         |         | 4      |        |
| Ucraina (bandiera)                   | Skyline Express Airline             |         |         |           |           |         | 5       |        | 5      |
| Paesi Bassi (bandiera)               | Sojitz                              | 2       |         |           |           |         |         | 2      |        |
| Stati Uniti (bandiera)               | Starflite International Corporation | 1       |         |           |           |         |         | 1      |        |
| Danimarca (bandiera)                 | Sterling Air A/S                    | 3       |         |           |           |         |         | 3      |        |
| Kazakistan (bandiera)                | Sunday Airlines                     |         | 4       |           |           |         |         |        | 4      |
| Spagna (bandiera)                    | Swiftair                            |         | 2       |           | 1         |         |         |        | 3      |
| Isole Vergini Britanniche (bandiera) | Talos Aviation                      |         | 1       |           |           |         |         |        | 1      |
| Stati Uniti (bandiera)               | The Yucaipa Companies               |         | 1       |           |           |         |         |        | 1      |
| Regno Unito (bandiera)               | Thomas Cook Airlines                |         |         |           |           | 2       |         | 2      |        |
| Paesi Bassi (bandiera)               | Transavia Airlines                  | 3       |         |           |           |         |         | 3      |        |
| Regno Unito (bandiera)               | TUI Travel                          | 16      |         |           |           |         |         | 16     |        |
| Turkmenistan (bandiera)              | Turkmenhowayollary Agency           | 3       |         |           |           |         |         | 3      |        |
| Turkmenistan (bandiera)              | Turkmenistan Airlines               |         | 3       |           |           |         |         |        | 3      |
| Stati Uniti (bandiera)               | TWA                                 | 14      |         |           |           |         |         | 14     |        |
| Stati Uniti (bandiera)               | United States Air Force             | 4       | 10      |           |           |         |         | 4      | 10     |
| Stati Uniti (bandiera)               | United Airlines                     | 139     | 40      |           |           | 9       | 21      | 148    | 61     |
| Stati Uniti (bandiera)               | United Parcel Service               |         |         | 75        | 75        |         |         | 75     | 75     |
| Stati Uniti (bandiera)               | US Airways                          | 23      |         |           |           |         |         | 23     |        |
| Stati Uniti (bandiera)               | US Department of Justice            |         | 2       |           |           |         |         |        | 2      |
| Uzbekistan (bandiera)                | Uzbekistan Airways                  | 3       |         |           |           |         |         | 3      |        |
| Cina (bandiera)                      | Xiamen Airlines                     | 9       |         |           |           |         |         | 9      |        |
| Yemen (bandiera)                     | Yemen Government                    |         | 1       |           |           |         |         |        | 1      |
| Cina (bandiera)                      | YTO Cargo Airlines                  |         | 10      |           |           |         |         |        | 10     |
| TOTALE                               | TOTALE                              | 914     | 491     | 80        | 79        | 55      | 53      | 1 049  | 623    |

## Timeline e grafico
|          |      | 1978 | 1979 | 1980 | 1981 | 1982 | 1983 | 1984 | 1985 | 1986 | 1987 | 1988 | 1989 | 1990 | 1991 |
| -------- | ---- | ---- | ---- | ---- | ---- | ---- | ---- | ---- | ---- | ---- | ---- | ---- | ---- | ---- | ---- |
| Ordini   | B757 | 38   | –    | 64   | 3    | 2    | 26   | 2    | 45   | 13   | 46   | 148  | 166  | 95   | 50   |
| Consegne | B757 | –    | –    | –    | –    | 2    | 25   | 18   | 36   | 35   | 40   | 48   | 51   | 77   | 80   |

|          |      | 1992 | 1993 | 1994 | 1995 | 1996 | 1997 | 1998 | 1999 | 2000 | 2001 | 2002 | 2003 | 2004 | 2005 | Totale |
| -------- | ---- | ---- | ---- | ---- | ---- | ---- | ---- | ---- | ---- | ---- | ---- | ---- | ---- | ---- | ---- | ------ |
| Ordini   | B757 | 35   | 33   | 12   | 13   | 59   | 44   | 50   | 18   | 43   | 37   | –    | 7    | –    | –    | 1 049  |
| Consegne | B757 | 99   | 71   | 69   | 43   | 42   | 46   | 54   | 67   | 45   | 45   | 29   | 14   | 11   | 2    | 1 049  |

     Ordini
     Consegne

## Configurazioni di bordo
Legenda tabella:
- F: prima classe.
- B: business class.
- E+: premium economy class.
- E: economy class.

| Compagnia aerea    | 757-200 | 757-200 | 757-200 | 757-200 | Totale posti | 757-300 | 757-300 | 757-300 | 757-300 | Totale posti |
| Compagnia aerea    | F       | B       | E+      | E       | Totale posti | F       | B       | E+      | E       | Totale posti |
| ------------------ | ------- | ------- | ------- | ------- | ------------ | ------- | ------- | ------- | ------- | ------------ |
| Air Astana         | –       | 16      | –       | 150     | 166          | –       | –       | –       | –       | –            |
| American Airlines  | – 12    | 16 –    | 52 38   | 108 138 | 176 188      | –       | –       | –       | –       | –            |
| Azur Air           | –       | –       | –       | 238     | 238          | –       | –       | –       | –       | –            |
| Condor Flugdienst  | –       | –       | –       | –       | –            | –       | –       | 26      | 236     | 262          |
| Delta Air Lines    | 20      | –       | 29      | 150     | 199          | 24      | –       | 32      | 178     | 234          |
| Icelandair         | –       | 22      | –       | 161     | 183          | –       | 22      | –       | 194     | 216          |
| Jet2.com           | –       | –       | –       | 235     | 235          | –       | –       | –       | –       | –            |
| TUI Airways        | –       | –       | 18      | 215     | 233          | –       | –       | –       | –       | –            |
| United Airlines    | –       | 16      | 42      | 118     | 176          | 24      | –       | 50      | 158     | 232          |
| Uzbekistan Airways | –       | 22      | –       | 168     | 190          | –       | –       | –       | –       | –            |